# Jin ling shi san chai
Jin ling shi san chai (bra: Flores do Oriente; prt: As Flores da Guerra) é um filme sino-honconguês de 2011, do gênero drama histórico, dirigido por Zhang Yimou, com roteiro de Heng Liu baseado no romance  13 Flowers of Nanjing, de Geling Yan.
O roteiro reconta o Massacre de Nanquim, quando milhares de mulheres foram estupradas e mortas pelas tropas japonesas que invadiram a cidade em 1937. Christian Bale interpreta um padre que acolhe um grupo de prostitutas e estudantes em sua igreja durante a invasão.

## Prêmios e indicações
| Prêmio            | Categoria                | Resultado |
| ----------------- | ------------------------ | --------- |
| Golden Globe 2012 | Melhor filme estrangeiro | Indicado  |

## Elenco
- Christian Bale - John Miller
- Paul Schneider - Terry
- Ni Ni - Yu Mo
- Xinyi Zhang - Shujuan Meng
- Tong Dawei - major Li
- Atsurô Watabe - coronel Hasegawa
- Tianyuan Huang - George
- Shigeo Kobayashi - tte. Kato
- Kefan Cao - sr. Meng